# Hesperocyparis macrocarpa
{{#ifeq:0|0|{{#if:|{{#if:Cupressusmacrocarpa|[[]}}|}}}}
Cupressus macrocarpa (Кипарис монтерейський) — вид хвойних рослин родини кипарисових.

## Поширення, екологія
Цей вид зустрічається в США: Каліфорнія (близько Монтерея). Хоча він широко посаджений і натуралізований в Каліфорнії, він має дуже обмежений початковий природний ареал в Монтереї, штат Каліфорнія. Населення знаходиться близько до узбережжя. Цей кипарис обмежується вузькою прибережною смугою на скелястих кручах, схилах і мисах, утворюючи чисті поселення або разом з Pinus radiata, в суглинку або піску над гранітними породами або в тріщинах скель. Клімат середземноморського типу, з сухим літом, яке охолоджується частими туманами, в межах досяжності океанських соляних аерозолів і зимових дощів.

## Морфологія
Дерево до 25 м; крона зазвичай широка, особливо на відкритих мисах, досить рідка. Кора груба, волокниста. Листки лускоподібні, довжиною 2–5 мм, і ростуть на округлих (не плоских) пагонах; на саджанцях до року є голчасті листя довжиною 4–8 мм. Пилкові шишки 4–6 × 2,5–3 мм; пилкових мішечків 6–10. Шишки довгасті, 2,5–4 см, зелені спочатку, зрештою сіро-коричневі, не тьмяні; лусок 4–6 пари, маківка майже плоска в кінці терміну дозрівання. Насіння в основному 5–6 мм, темно-коричневе, не тьмяне. 2n = 22. Пилок розсіюється наприкінці зими або ранньою весною. Насіння дозріває за близько 20–24 місяців після запилення.

## Використання
Цей вид кипариса був широко впроваджений в Каліфорнії і в усьому світі, в деяких африканських країнах, як лісове дерево, але в основному як декоративне дерево, і виступає як вітрозахисні лісові смуги. Деревина із закритих вирощених дерев на плантаціях можна використовувати для теслярських робіт і меблів. Дерево це надзвичайно стійке до вітру і терпиме до солоного океанського вітру і стійке до посухи і шкідників. Деякі сорти, особливо з жовто-зеленим листям, були розроблені.

## Загрози та охорона
Через відпочинок і туризм які є інтенсивними, є великий ризик пожеж. Якщо зміна клімату буде означати, що туман стане рідшим або коротшої тривалості, частота пожеж могла б значно збільшитися. Майже всі великі поселення цього виду тепер знаходяться в межах охоронних територій, але вони часто знаходяться поруч з місцями міського розвитку, полями для гольфу або (туристичними) шляхами. Управління пожежами буде головною проблемою в майбутньому, для захисту природних, диких популяцій.

## Галерея

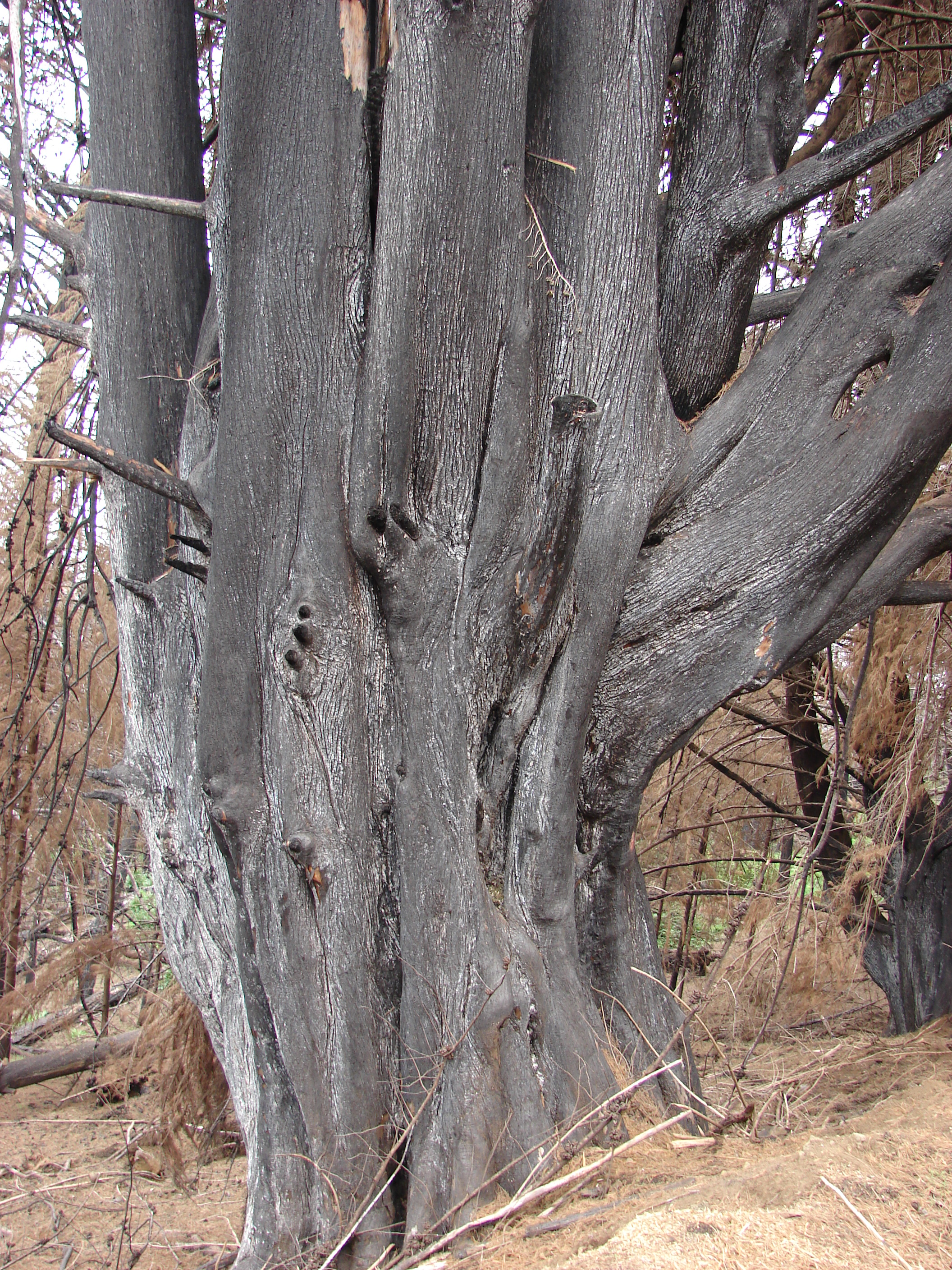
Стовбур
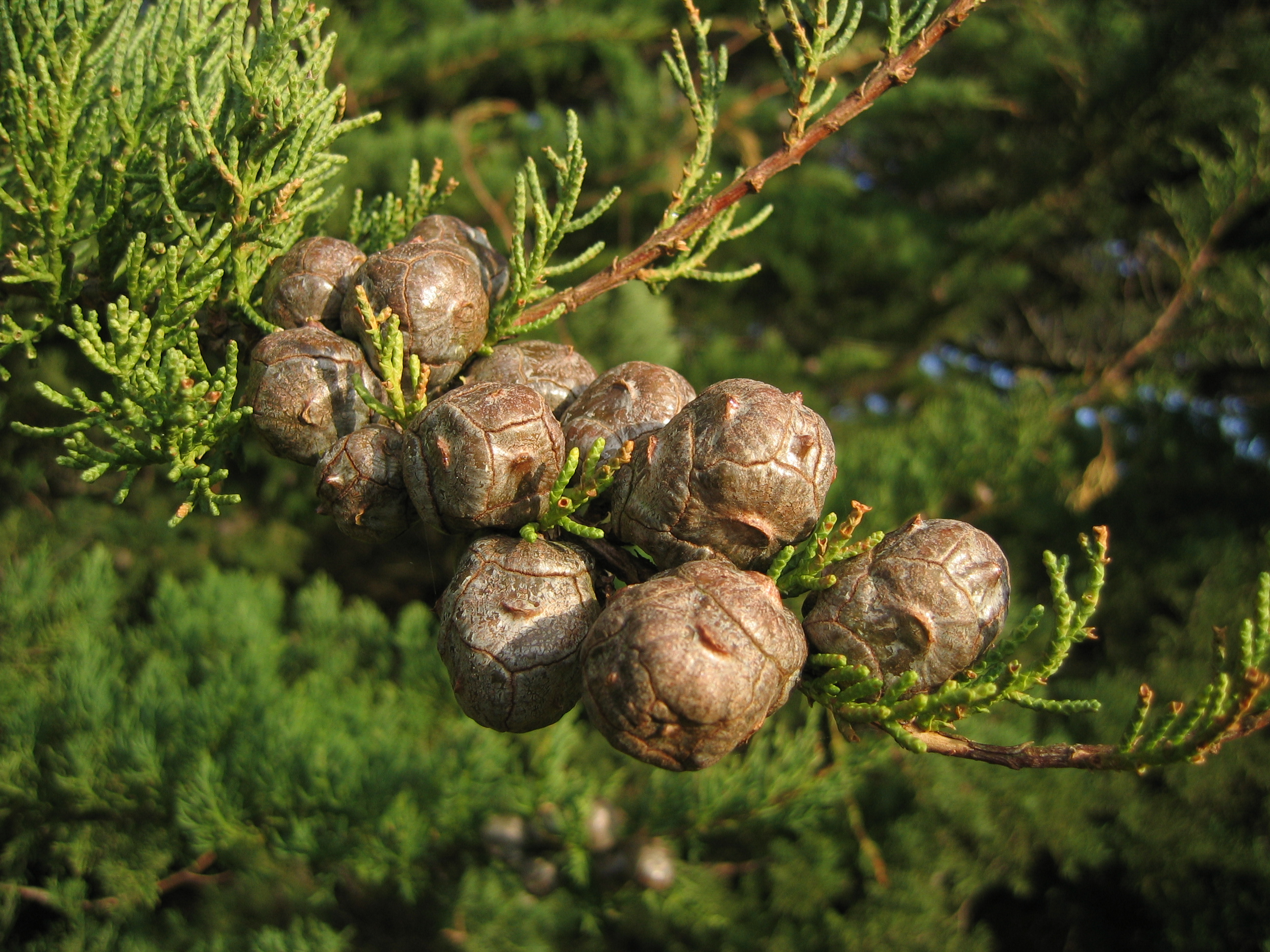
Шишки
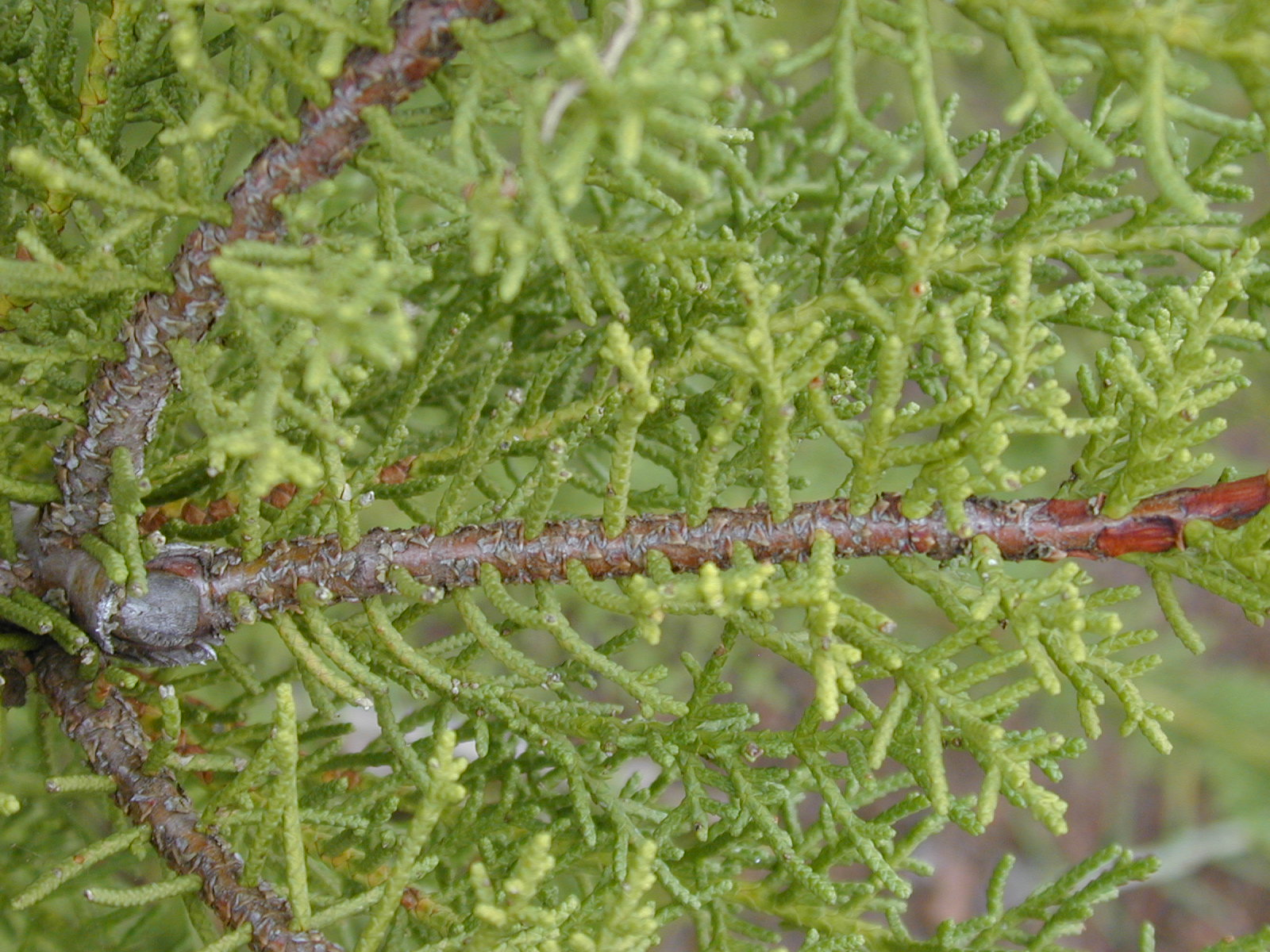
Листки
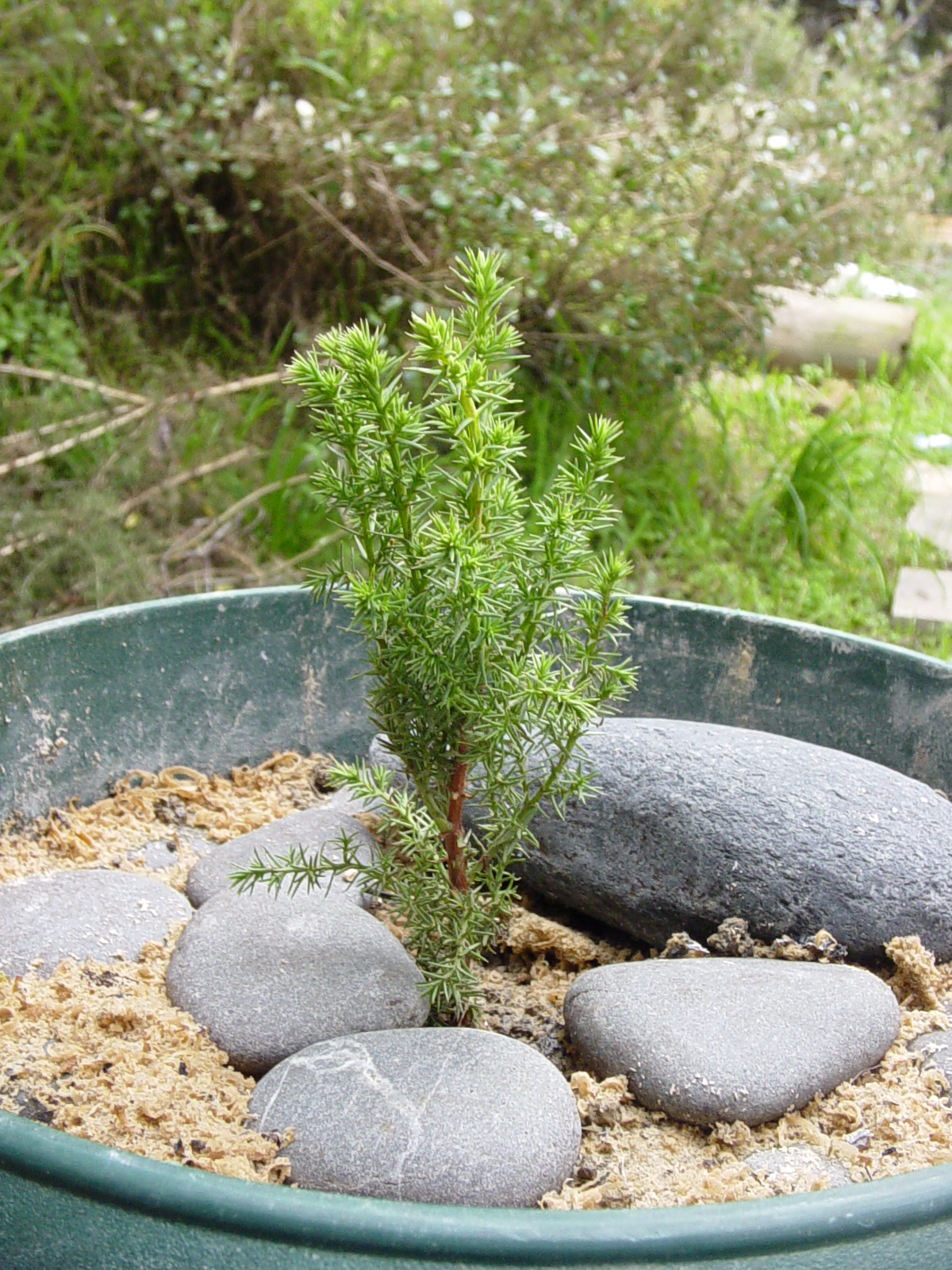
Голкоподібні листки на молодій рослині